# Vitalij Malkin
Vitalij Borisovič Malkin (in russo Виталий Борисович Малкин?, in ebraico בן-בר אביחור‎?; Pervoural'sk, 16 settembre 1952) è un imprenditore e politico russo-israeliano, fisico, banchiere, oligarca e miliardario con un patrimonio realizzato stimato da Forbes in un miliardo di dollari. Membro del consiglio di amministrazione dell'Associazione delle banche russe, ex presidente di JSC Bank Rossijskij Kredit, il principale proprietario di JSC Impexbank, ex membro del Consiglio della Federazione - rappresentante dell'organo esecutivo del potere statale della Repubblica di Buriazia, Vicepresidente del Comitato per gli affari internazionali del Consiglio della Federazione.
È noto per il suo impegno filantropico come mecenate della fondazione Era (in Russia) e della fondazione Espoir (programma con Unicef e fondazione lussemburghese).
Aveva un passaporto israeliano con il nome "Avihur Ben Bar" fino al 2007, quando - in seguito alla denuncia documentata sul suo blog dell'attivista russo Aleksej Naval'nyj - ha dovuto rinunciarvi a causa della legge russa, che non consente ai politici di avere la doppia nazionalità. Solo nel 2013, dopo aver rinunciato a tutti i suoi mandati politici, ha potuto recuperare la cittadinanza israeliana. Per sua stessa ammissione, vive a Monaco dal 2013.

## Biografia
Nato nel settembre 1952 a Pervoural'sk, vicino a Ekaterinburg, il centro amministrativo dell'oblast' di Sverdlovsk, è cresciuto in una famiglia ebrea-ucraina. I suoi genitori erano Boris Samojlovič Malkin, vicedirettore dell'impianto di laminazione di tubi di Čeljabinsk, e Marianna Davidovna Pjatigorskaja, dottoressa in medicina. Fin dall'infanzia, ha mostrato interesse per la matematica. Si è diplomato al Liceo di fisica e matematica di Čeljabinsk con una medaglia d'argento.
Dal 1969 al 1975 Malkin ha studiato presso l'Istituto Politecnico degli Urali intitolato a S. M. Kirov presso la Facoltà di Fisica e Tecnologia, dove si è laureato con lode. Mentre studiava all'istituto, oltre alle lezioni principali, Vitalij Malkin frequentava lezioni di pittura, era particolarmente interessato ai pittori impressionisti e a Dalì.
Dal 1975 al 1983 è stato uno studente post-laurea presso l'Istituto di ingegneria ferroviaria di Mosca (MIIT). Nel 1982 incontrò Bidzina Ivanishvili, che diventerà suo socio negli affari. Alla fine degli anni '80, i due amici iniziarono un'attività in comune, guadagnando i primi soldi con la rivendita di personal computer. Tutto è iniziato con due PC portati dagli amici di Malkin dall'estero. Poco dopo, Malkin e Ivanishvili furono tra i fondatori della cooperativa Agroprogress, organizzata dagli studenti laureati del MIIT. L'azienda Agroprogress, che costruiva serre a Naro-Fominsk, è stata trasformata in un'attività più redditizia di vendita di apparecchiature elettroniche.
Nel 1983, ha ottenuto un dottorato di ricerca con una tesi sulla metrologia della radiazione laser. Continuò le ricerche al MIIT fino a diventare capo del laboratorio.

## Carriera

### La Semibankirchtchina
Quando, alla vigilia delle elezioni presidenziali del 1996, si formò la "Semibankirščina" (un gruppo di sette e poi nove oligarchi che ebbero un ruolo importante nella vita politica ed economica della Russia), Malkin divenne uno dei suoi membri più influenti. Partecipa agli incontri con Boris El'cin, mentre il suo amico, Ivanichvili, preferisce rimanere nell'ombra. Nel maggio 1996, Malkin ha firmato a nome del Consiglio di coordinamento della “Tavola rotonda degli affari russi” la dichiarazione di sostegno a El'cin per il suo secondo mandato presidenziale.

### La crisi finanziaria del 1998
Malkin ha costruito la sua fortuna nel settore bancario, in particolare con Bidzina Ivanishvili. I due fondarono Rossijskij Kredit, che era la terza più grande banca russa fino alla crisi finanziaria del 1998.
Nel 1999 la banca è stata la prima banca commerciale a rimborsare ai propri clienti che ne facevano richiesta tutti i fondi depositati in rubli e parte dei fondi in valuta estera. Il "credito Rossijskij" doveva ai suoi clienti quasi 80 milioni di dollari. "Ci stiamo preparando affinché ogni depositante, indipendentemente dalla sua azione legale o meno, recuperi i propri soldi", ha detto Malkin in intervista a Kommersant.  "La ristrutturazione del credito Rossijskij è l'unico caso nella prassi mondiale, in cui una società privata ha onorato i propri debiti, per colpa del governo" sostiene in una delle sue interviste Ivanichvili .
La banca è stata ristrutturata e nel 2003 ha onorato tutti i suoi creditori, per far fronte ai loro obblighi, Malkin e Ivanishvili hanno speso quasi 200 milioni di dollari con fondi propri. Si dice ad ogni modo che la banca sia stata utilizzata da gruppi criminali ceceni per riciclare e trasferire denaro all'estero tramite conti Rossijskij Kredit presso la City Bank, la Bank of New York e altre importanti banche statunitensi.
Nel 2012, ha guidato una delegazione di quattro senatori russi a Washington per fare pressioni contro il Magnitsky Act. Vitalij Malkin e i suoi colleghi hanno cercato di convincere i senatori americani che Sergej Magnitskij era un criminale morto di pancreatite.

## Polemica
Secondo il National Post (Canada), a Malkin è stato negato l'ingresso in Canada nel maggio 2009. Il governo canadese lo ha accusato di coinvolgimento in presunti riciclaggi di denaro e accordi internazionali sulle armi. 
Nel 2013, l'attivista anticorruzione russo Aleksej Naval'nyj ha pubblicato documenti sul suo blog, dimostrando che Malkin non aveva dichiarato la proprietà di 111 condomini in Canada e che aveva anche un passaporto israeliano. Nel marzo 2013, Malkin è stato costretto a dimettersi dal Consiglio della Federazione per la questione della doppia nazionalità.